# بییانوئبا د تبا
بییانوئبا د تبا (به اسپانیایی: Villanueva de Teba) یک شهرستان در اسپانیا است که در استان بورگس واقع شده‌است.

## خصوصیات
بییانوئبا د تبا ۵ کیلومترمربع مساحت و ۵۷ نفر جمعیت دارد.